# Вільний Яр
Ві́льний Яр —  село в Україні, у Вознесенському районі Миколаївської області. Населення становить 33 осіб. З 2016 року входить до складу Олександрівської селищної громади.

## Населення

### Мова
Розподіл населення за рідною мовою за даними перепису 2001 року:
| Мова       | Кількість | Відсоток |
| ---------- | --------- | -------- |
| українська | 24        | 72.73%   |
| російська  | 9         | 27.27%   |
| Усього     | 33        | 100%     |